# Dominique Fils-Aimé
Dominique Fils-Aimé (Montréal, 10 luglio 1984) è una cantautrice canadese.

## Biografia
Nata e cresciuta a Montréal da parenti originari di Haiti, Dominique Fils-Aimé ha partecipato alla terza edizione di La Voix nel 2015, venendo eliminata in semifinale. Nel 2018 ha pubblicato il suo album di debutto Nameless, seguito l'anno successivo da Stay Tuned!, il quale è stato selezionato per il Polaris Music Prize e ha vinto un Félix Award 2019 e in occasione dei Juno Awards 2020 come miglior album jazz vocale. Nel 2021 è uscito il terzo album Three Little Words, entrato nella Billboard Canadian Albums alla 33ª posizione e anch'esso selezionato per il Polaris Music Prize.

## Discografia

### Album in studio
- 2018 – Nameless
- 2019 – Stay Tuned!
- 2021 – Three Little Words
- 2023 -- Our Roots Run Deep

### Album di remix
- 2019 – The Remixes

### EP
- 2015 – The Red

### Singoli
- 2017 – Rise
- 2018 – Sleepy
- 2019 – Love of Yours
- 2019 – Old Love
- 2020 – Love Take Over
- 2021 – While We Wait
- 2021 – You Left Me